# شیرجه در المپیک تابستانی ۲۰۲۴
شیرجه یکی از ورزش‌های المپیک تابستانی ۲۰۲۴ است که از ۲۷ ژوئیه تا ۱۰ اوت برگزار شده است.
این مسابقات در دو بخش مردان و زنان انجام شده.

## نتایج

### جدول مدال‌ها
*   کشور میزبان (فرانسه)
| رتبه           | کشور                | طلا | نقره | برنز | مجموع |
| -------------- | ------------------- | --- | ---- | ---- | ----- |
| ۱              | چین                 | ۸   | ۲    | ۱    | ۱۱    |
| ۲              | بریتانیای کبیر      | ۰   | ۱    | ۴    | ۵     |
| ۳              | مکزیک               | ۰   | ۱    | ۱    | ۲     |
| ۳              | کره شمالی           | ۰   | ۱    | ۱    | ۲     |
| ۵              | استرالیا            | ۰   | ۱    | ۰    | ۱     |
| ۵              | ایالات متحده آمریکا | ۰   | ۱    | ۰    | ۱     |
| ۵              | ژاپن                | ۰   | ۱    | ۰    | ۱     |
| ۸              | کانادا              | ۰   | ۰    | ۱    | ۱     |
| مجموع (۸ کشور) | مجموع (۸ کشور)      | ۸   | ۸    | ۸    | ۲۴    |

### مردان
| رویداد                 | طلا                               | نقره                                    | برنز                                      |
| تخته فنری ۳ متر        | شیه سییی · چین                    | وانگ زونگیوان · چین                     | اوسمار اولورا · مکزیک                     |
| سکو ۱۰ متر             | کائو یوان · چین                   | ریکوتو تامای · ژاپن                     | نوا ویلیامز · بریتانیای کبیر              |
| تخته فنری ۳ متر همزمان | چین · وانگ زونگیوان · لونگ دائویی | مکزیک · خوان سلایا · اوسمار اولورا      | بریتانیای کبیر · آنتونی هاردینگ · جک لایر |
| سکو ۱۰ متر همزمان      | چین · یانگ هائو · لیان جونجیه     | بریتانیای کبیر · تام دیلی · نوا ویلیامز | کانادا · رایلن وینز · نیتن زامبور-موری    |

### زنان
| رویداد                 | طلا                          | نقره                                       | برنز                                                    |
| تخته فنری ۳ متر        | چن یی‌ون · چین                | مدیسون کینی · استرالیا                     | چانگ یانی · چین                                         |
| سکو ۱۰ متر             | چوان هونگچان · چین           | چن یوشی · چین                              | کیم می ره · کره شمالی                                   |
| تخته فنری ۳ متر همزمان | چین · چن یی‌ون · چانگ یانی    | ایالات متحده آمریکا · سارا بیکن · کسدی کوک | بریتانیای کبیر · یاسمین هارپر · اسکارت نیو ینسن         |
| سکو ۱۰ متر همزمان      | چین · چن یوشی · چوان هونگچان | کره شمالی · کیم می ره · جو جین می          | بریتانیای کبیر · آندریا اسپندولینی-سیریکس · لوئیس تولسن |